# 娜塔莎·科罗廖娃
娜塔莎·科罗廖娃（羅馬化：Natasha Korolyova；1973年5月31日—），俄罗斯乌克兰裔流行音乐女歌手，演员，时装模特。俄罗斯功勋艺术家。

## 经历
1973年生于苏联乌克兰基輔的一个音乐世家。出生名娜塔莉亚·弗拉基米罗芙娜·波雷瓦伊（Наталія Володимирівна Поривай）。她的母亲柳德米拉·伊万诺芙娜·波雷瓦伊（1946年生），和父亲弗拉基米尔·阿尔希波维奇·波雷瓦伊（1940年－1993年）都是合唱团指挥，妹妹露西亚乌克兰歌手。
受家人的影响，她从3岁就开始登台演唱。1985年，年仅12岁的她自创了《世界没有奇迹》和《马戏团去哪儿》等歌曲，在乌克兰大获成功。1989年移居莫斯科，并与作曲家伊戈尔·尼古拉耶夫合作。尼古拉耶夫为她写的《黄色郁金香》让其走红歌坛。两人于1993年结婚，2001年离异。
2003年，娜塔莎与脱衣舞演员谢尔盖·格卢什科（艺名塔尔赞）结婚。2004年，荣获“俄罗斯功勋艺术家”称号。除舞台演唱外，她还参加过电视节目、电台节目的录制。
娜塔莎在苏联解体后的国籍是俄罗斯。2016年10月，烏克蘭國家安全局发布公告，禁止俄罗斯公民娜塔莎·科罗廖娃进入乌克兰境内，禁令为期五年。因此，她不得不取消原定于12月14日在基辅举办的演唱会。据称，乌克兰方面的理由是因为她表态支持了侵犯乌克兰领土完整的行为（即2014年俄罗斯吞并克里米亚）。